# Oporinia ventilata
Oporinia ventilata là một loài bướm đêm trong họ Geometridae.